# Sphaerodactylus gaigeae
Espèce
Sphaerodactylus gaigeae est une espèce de geckos de la famille des Sphaerodactylidae.

## Répartition
Cette espèce se rencontre à Porto Rico et en Guadeloupe.

## Étymologie
Cette espèce est nommée en l'honneur d'Helen Gaige.

## Publication originale
- Grant, 1932 : A new sphaerodactyl from Porto Rico. The Journal of agriculture of the University of Puerto Ric, vol. 16, p. 31.